# مايكل أوموه
مايكل جونيور أوموه (مواليد 29 أغسطس 1991) هو لاعب كرة قدم نيجيري محترف يلعب في مركز الوسط في نادي CSM ألكسندريا ضمن الدوري الروماني الدرجة الثانية.

## المسيرة الاحترافية
في صيف 2019، انتقل أوموه من نادي أوريبرو الذي كان يلعب في الدوري السويدي الممتاز إلى نادي ميالبي المنافس في الدرجة الثانية السويدية.

## الإنجازات
ميالبي
- سوبريتان: 2019

## روابط خارجية
- Michael Junior Omoh على موقع الاتحاد السويدي (بالسويدية)
- مايكل أوموه  على سكروي